# Port lotniczy Afonso Pena
Port Lotniczy Afonso Pena – port lotniczy położony 18 km na południowy wschód od Kurytyby, w stanie Parana, w Brazylii.
W roku 2005 port obsłużył około 3,3 mln pasażerów, w 2010 roku liczba pasażerów zwiększyła się do prawie 6 mln.

## Linie lotnicze i połączenia
- BRA Transportes Aéreos (São Paulo, Porto Alegre, Rio de Janeiro-Galeão)
- Gol Transportes Aéreos (São Paulo, Porto Alegre, Foz do Iguaçu, Londrina, Maringá, Asunción, Rio de Janeiro-Galeão, Florianópolis, Santa Cruz de la Sierra)
- NHT Linhas Aéreas (Porto Alegre, Florianópolis)
- OceanAir (Maringa, Londrina, São Paulo, Campo Grande)
- TAM Linhas Aéreas (Belo Horizonte, Brasília, Buenos Aires, Campinas, Florianópolis, Fod do Iguaçu, Fortaleza, Londrina, Porto Alegre, Rio de Janeiro-Galeão, Salvador, São Paulo-Congonhas, São Paulo-Guarulhos)
- TRIP Lihas Aéreas
- Varig (São Paulo-Congonhas)
- WebJet Linhas Aéreas (Porto Alegre, Rio de Janeiro-Galeão, Salvador)